# Vithavet
Vithavet är en sjö i Hällefors kommun i Västmanland och ingår i Norrströms huvudavrinningsområde. Sjön har en area på 0,383 kvadratkilometer och ligger 261,9 meter över havet. Sjön avvattnas av vattendraget Kaggabäcken.

## Delavrinningsområde
Vithavet ingår i det delavrinningsområde (663951-144419) som SMHI kallar för Mynnar i Rällsälven. Medelhöjden är 245 meter över havet och ytan är 28,96 kvadratkilometer. Det finns inga avrinningsområden uppströms utan avrinningsområdet är högsta punkten. Kaggabäcken som avvattnar avrinningsområdet har biflödesordning 4, vilket innebär att vattnet flödar genom totalt 4 vattendrag innan det når havet efter 268 kilometer. Avrinningsområdet består mestadels av skog (78 procent). Avrinningsområdet har 1,65 kvadratkilometer vattenytor vilket ger det en sjöprocent på 5,7 procent.